# Registro Mercantil (España)
El Registro Mercantil de España es una institución administrativa que tiene por objeto principal dar una publicidad oficial a las situaciones jurídicas de las empresas y empresarios que son de interés para el comercio y el tráfico mercantil.

## Funcionamiento
El Registro Mercantil español está a cargo del Cuerpo de Registradores de la Propiedad, Mercantiles y de Bienes Muebles. Los registradores son funcionarios públicos a todos los efectos legales, y el Registro Mercantil en España depende del Ministerio de Justicia, a través de la Dirección General de Seguridad Jurídica y Fe Pública.
Los empresarios tienen obligación de comunicar al Registro una serie de informaciones que se consideran esenciales de cara al tráfico jurídico. La misión del Registro es publicitar dicha información, para una mayor seguridad jurídica y económica de los actores intervinientes en el comercio. Entre otros documentos, los empresarios deben depositar anualmente en el Registro Mercantil una copia de los Estados financieros de sus empresas: el Balance general, la Estado de resultados y la Memoria anual. Los empresarios autónomos también pueden registrar, en este caso voluntariamente, documentos tales como los poderes de representación.
Cualquier persona puede solicitar y obtener, sea por personación en la oficina, por correo o por vía telemática notas simples, que solo tienen un valor informativo o certificaciones, que van firmadas por el registrador y acreditan fielmente el contenido del Registro Mercantil.
Desde 1973 tanto las consultas como la inscripción de asientos en el Registro Mercantil están sujetas al pago de una tasa.

## Funciones
La función primordial del Registro Mercantil es ser un instrumento de publicidad de los hechos de las empresas y los empresarios que son relevantes para el comercio. Adicionalmente son funciones del Registro Mercantil:
- Encargase de la legalización de los libros de los empresarios. Consistente en una diligencia en el primer folio del libro, en la que se hace constar la identificación del empresario, la clase de libro (diario, de inventarios o cuentas anuales), el número que haga entre los de la misma clase legalizados por el empresario, el número de folios de que se componga, el sistema y el contenido del sellado. También se realiza el sellado de todos los folios mediante impresión, estampillado, perforación mecánica o cualquier procedimiento que garantice la autenticidad de la legalización.

- Nombrar expertos, peritos o auditores independientes para la valoración de las aportaciones no dinerarias a las empresas, o en el caso de su fusión o escisión.

- Constituirse en el lugar de depósito de las cuentas anuales que obligatoriamente deben presentar las sociedades dentro de los seis primeros meses del ejercicio siguiente.

- Legitimar los actos y contratos inscritos. Los asientos del Registro están tutelados por los tribunales, y con ellos las sociedades adquieren la personalidad jurídica que las confieren los derechos inherentes a cualquier persona física: comprar, vender, arrendar, donar, testar… y así mismo recibir bienes de personas físicas o jurídicas.

- Inscribir a las personas y entidades, así como sus actos, permitidos por el artículo 16 del Código de Comercio[3] y desarrollados en los artículos 81 y siguientes del Reglamento del Registro Mercantil,[4] rigiendo el principio de legalidad.

## Organización
El Registro Mercantil está integrado por el Registro Mercantil Central y los registros mercantiles territoriales.
El Registro Mercantil Central tiene sede en el número 94 de la calle Príncipe de Vergara de Madrid. Está controlado por el Colegio de Registradores de la Propiedad y Mercantiles de España y se encarga del archivo de las denominaciones sociales, la centralización y publicidad de los datos que reciba de los registros mercantiles territoriales, la publicación del Boletín Oficial del Registro Mercantil (BORME), que es su instrumento de notificación, la expedición de notas informativas y la llevanza del registro relativo a entidades que hayan trasladado su domicilio al extranjero sin pérdida de la nacionalidad española.
Los Registros Mercantiles territoriales están establecidos en todas las capitales de provincia y su competencia abarca todo el territorio de la provincia. También hay registros mercantiles territoriales en las ciudades de Ceuta, Melilla, Ibiza, Mahón, Arrecife, Puerto del Rosario, Santa Cruz de la Palma, San Sebastián de la Gomera y Valverde. Los registros territoriales son los únicos que emiten certificaciones, y es donde se han de inscribir las sociedades y sus administradores.

## Críticas por la falta real de publicidad y transparencia
La consulta de los datos públicos depositados en el Registro Mercantil por parte de cualquier interesado está sujeta al pago de un arancel establecido en 1973, cuando no existía una informatización real de los registros y el acceso a los datos había de hacerse físicamente movilizando medios humanos y materiales. Aunque internet y la digitalización prácticamente han eliminado los costes de acceso a la información que existían en 1973, el arancel sigue vigente en España, limitando el derecho de acceso de la ciudadanía a los datos depositados en el Registro Mercantil, que son datos públicos.
En países europeos como Alemania o la República Checa, la publicidad de los hechos mercantiles se realiza a través de internet, donde cualquiera puede acceder libre y gratuitamente a estos datos públicos, entre ellos las cuentas anuales que proporcionan información valiosa de la situación financiera de las empresas. En el Reino Unido, además, toda la base de datos mercantiles está disponible gratuitamente para su descarga completa por parte de cualquiera. Los beneficios de aplicar esta política para el país son de entre 1.100 y 3.500 millones de euros anuales, según un informe de su Ministerio de Industria y Comercio.
Concretamente, el sistema vigente de pago por consulta, al no haber evolucionado en el último medio siglo, imposibilta la publicidad efectiva de la totalidad del conjunto de datos y lastra la transparencia y la lucha contra el fraude. Esta situación da lugar a la explotación comercial de estos datos públicos por parte de empresas privadas que llegan a acuerdos también privados con los registradores que tienen encomendado este servicio público.
De esta manera, el modelo de 1973 actualmente impide la aplicación de las modernas técnicas de inteligencia artificial y big data para la detección del fraude, que en otros países permiten un control más exhaustivo. También constituye una barrera para la investigación periodística o independiente de las tramas de corrupción.
Catedráticos de derecho mercantil como Jesús Alfaro, organizaciones sociales como
en:Access Info Europe y activistas por la transparencia como Jaime Gómez-Obregón han reclamado la liberación de los datos mercantiles. También existe una directiva europea que exhorta a facilitar el acceso a los datos mercantiles, cuyo plazo de trasposición concluyó el 1 de agosto de 2021 y que España está incumpliendo desde entonces.
Para garantizar el pleno cumplimiento de la legislación en materia de protección de datos, y salvo excepciones tasadas, en lo referente a personas físicas solo son de público acceso los datos relativos al nombre y apellidos, mes y año de nacimiento, país de residencia y nacionalidad de los titulares de empresas.

## Registro de Titularidades Reales
A raíz de la publicación de la Orden 319/2018 del Ministerio de Justicia se constituye el Registro de Titularidades Reales (RETIR). Se trata de un índice electrónico de datos que emanan de los asientos registrales, y que contiene información completa y actualizada sobre las personas físicas que ostentan el control directo o indirecto de las sociedades mercantiles. En la actualidad comprende más de 2.000.000 de titularidades y más de 170.000 sociedades interpuestas localizadas.
El RETIR es un registro público, pero está restringido a los sujetos obligados por la legislación a colaborar en la prevención del blanqueo de capitales o la financiación del terrorismo. El acceso a este registro público solo es posible tras suscribir un convenio de colaboración con el Colegio de Registradores.